# Barbara Allmaier
Barbara Allmaier (* 4. Dezember 2003 in Hall in Tirol) ist eine österreichische Rennrodlerin. Sie betreibt Rennrodeln seit 2013 und startet für den SV Rinn.

## International

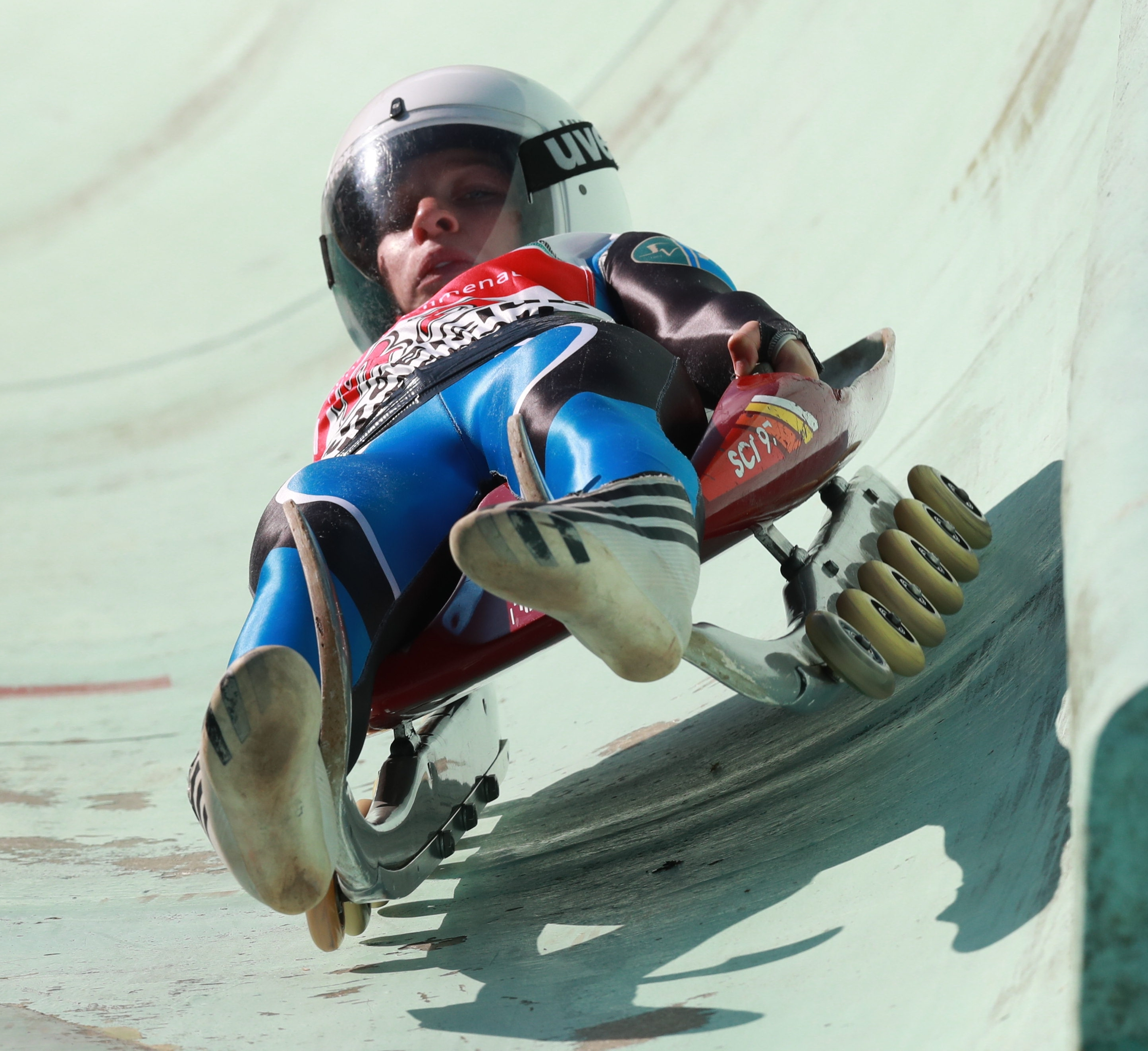
Allmaier beim Sommerrodel-Cup 2018

Barbara Allmaier debütierte international in der Saison 2017/18 im Weltcup der weiblichen A-Jugend. Im weiteren Saisonverlauf startete sie zudem im Weltcup der Juniorinnen auf ihrer Heimbahn in Igls. Zwischen den Saisonen startete sie auch beim FIL-Sommerrodel-Cup 2018 in Ilmenau. Im Februar 2019 wurde sie bei der Sun Trophy auf dem Olympia Bob Run St. Moritz–Celerina hinter der Russin Diana Loginowa und ihrer Landsfrau Lisa Lerch Dritte.

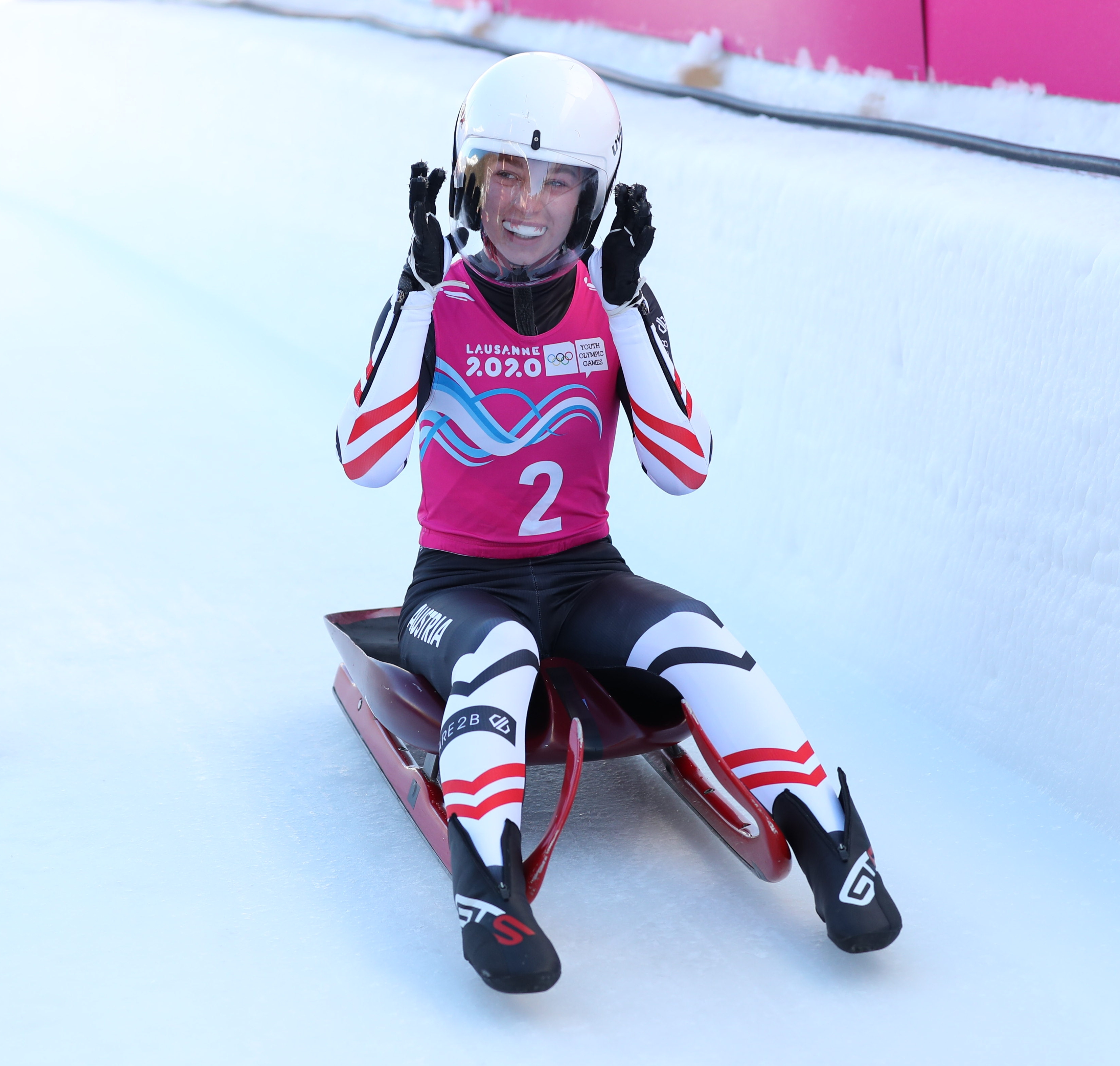
Allmaier bei den Olympischen Jugendspielen 2020

In der Saison 2019/20 kam Allmaier zunächst erneut im Weltcup der weiblichen A-Jugend zum Einsatz. Sie begann die Saison mit einem 15. und einem elften Platz bei Rennen auf ihrer Heimbahn in Igls. Es folgten zwei Rennen am Königssee, bei denen sie Achte und Zwölfte wurde. Die beiden restlichen Rennen bestritt sie nicht mehr in dieser Rennserie. Mit 134 Punkten war sie am Ende 19. der Gesamtwertung. Für den Rest der Weltcup-Saison startete Allmaier wieder bei den Juniorinnen. Zunächst standen zwei Rennen in Altenberg an, im ersten belegte sie den 12. Platz, zum zweiten Rennen trat sie nicht an. Es folgte mit den Olympischen Jugend-Winterspielen 2020 der erste Karrierehöhepunkt. Allmaier startete mittelmäßig in den Wettbewerb und lag nach dem ersten Lauf auf dem neunten Platz von 24 Starterinnen. Etwas besser verlief der zweite Lauf, bei dem sie die achte Zeit fuhr. Auch in der Gesamtwertung lag sie am Ende bei einem deutschen Doppelsieg von Merle Fräbel und Jessica Degenhardt auf dem achten Rang mit etwa einer Sekunde Rückstand auf die Medaillenränge. Zum Saisonabschluss startete sie noch bei den beiden Rennen des Juniorinnen-Weltcups in Winterberg und belegte dort die Plätze 14 und zehn. Mit 96 Punkten war sie auch hier 19. der Gesamtwertung. Das erste Rennen in Winterberg waren zugleich die Junioreneuropameisterschaften 2019, in deren Rahmen Allmaier 13. wurde. Zudem gewann sie gemeinsam mit Florian Tanzer und dem Doppel Juri Gatt und Riccardo Schöpf die Silbermedaille im Mannschaftswettbewerb.
Zum Auftakt der durch die COVID-19-Pandemie eingeschränkten Saison 2020/21 kam Allmaier zu ihrem ersten Einsatz im A-Weltcup. Nur wenige Tage vor ihrem 17. Geburtstag sollte sie auf ihrer Heimbahn in Igls zum ersten Mal Eindrücke bei einem Rennen der höchsten Rennrodel-Wettbewerbsserie sammeln. Als Elfte des Nationencup-Rennens schaffte sie auch sofort die Qualifikation für das eigentliche Weltcup-Rennen, bei dem sie diese Platzierung vergleichsweise halten und 21. werden konnte. Auch für das zweite Weltcup-Rennen der Saison in Igls wurde Allmaier nominiert, verpasste mit Platz 26 im Nationencup jedoch die Qualifikation für den Weltcup deutlich.
In der Saison 2021/22 fing die Weltcupsaison für die Junioren auf einer neuen Bahn in La Plagne, Frankreich an. Dort werden zwei Rennen ausgetragen, bei denen Allmaier den vierten und siebten Platz erreicht. Bei der nächsten Weltcupstation auf der Heimbahn in Igls fährt sie auf den achten Platz. Bei den zwei Rennen in Oberhof fährt sie auf den zehnten und siebten Platz. Beim letzten Juniorenweltcup in Bludenz fährt sie auf den zehnten Platz. Mit insgesamt 266 Weltcuppunkten belegt sie den siebten Platz im Junioren-Gesamtweltcup.
In der Saison 2022/23 holt Allmaier schon beim Weltcup Auftakt der Junioren in Lillehammer einen dritten Platz im Einzel und einen dritten Platz im Team. Auch beim zweiten Rennen in Lillehammer fährt sie auf den zweiten Platz. Weiter geht es mit einem 11. Platz in Winterberg und einem fünften Platz beim Junioren Weltcup in Altenberg. Dort wurde auch die Junioren Europameisterschaft ausgetragen, bei der sie den vierten Platz belegte. Nach dem Jahresumschwung ging es weiter mit der Juniorenweltmeisterschaft in Bludenz. Dort belegte sie mit zwei Mal vierter Laufzeit den zweiten Platz und darf sich jetzt Vize-Juniorenweltmeisterin küren. Bei den letzten beiden Weltcups in Bludenz holte sie erneut den vierten und zweiten Platz. Mit insgesamt 389 Punkten im Gesamtweltcup belegt sie dort den vierten Platz.
Die Saison 2023/24 ist die erste Saison mit einem festen Startplatz im Nationalteam. Bei den ersten beiden Übersee-Rennen belegte Allmaier jeweils den 19. Platz. Nach der Rückkehr nach Europa belegte sie den 17. Platz in Winterberg und den 20. Platz in Igls. Das Rennen in Igls war gleichzeitig die Europameisterschaft, in deren Rahmen Rang 15. belegte.
Saison 2024/25 begann mit einem Sensationellen 4 Rang im ersten Weltcuprennen in Lillehammer. Auch konnte sie im neu geschaffenen Mixed Teambewerb mit Nico Gleischer auf den 7. Platz fahren.

## National
National gewann Allmaier bei den Titelkämpfen der weiblichen Jugend schon im Alter von 12 Jahren 2015 die Bronzemedaille. Auch 2020 wurde sie Dritte. 2021 wurde sie Zweite bei der Österreichischen Meisterschaft der Juniorinnen, 2022 belegte sie in dieser Klasse den ersten Platz.

## Statistik

### Ergebnisse bei Meisterschaften

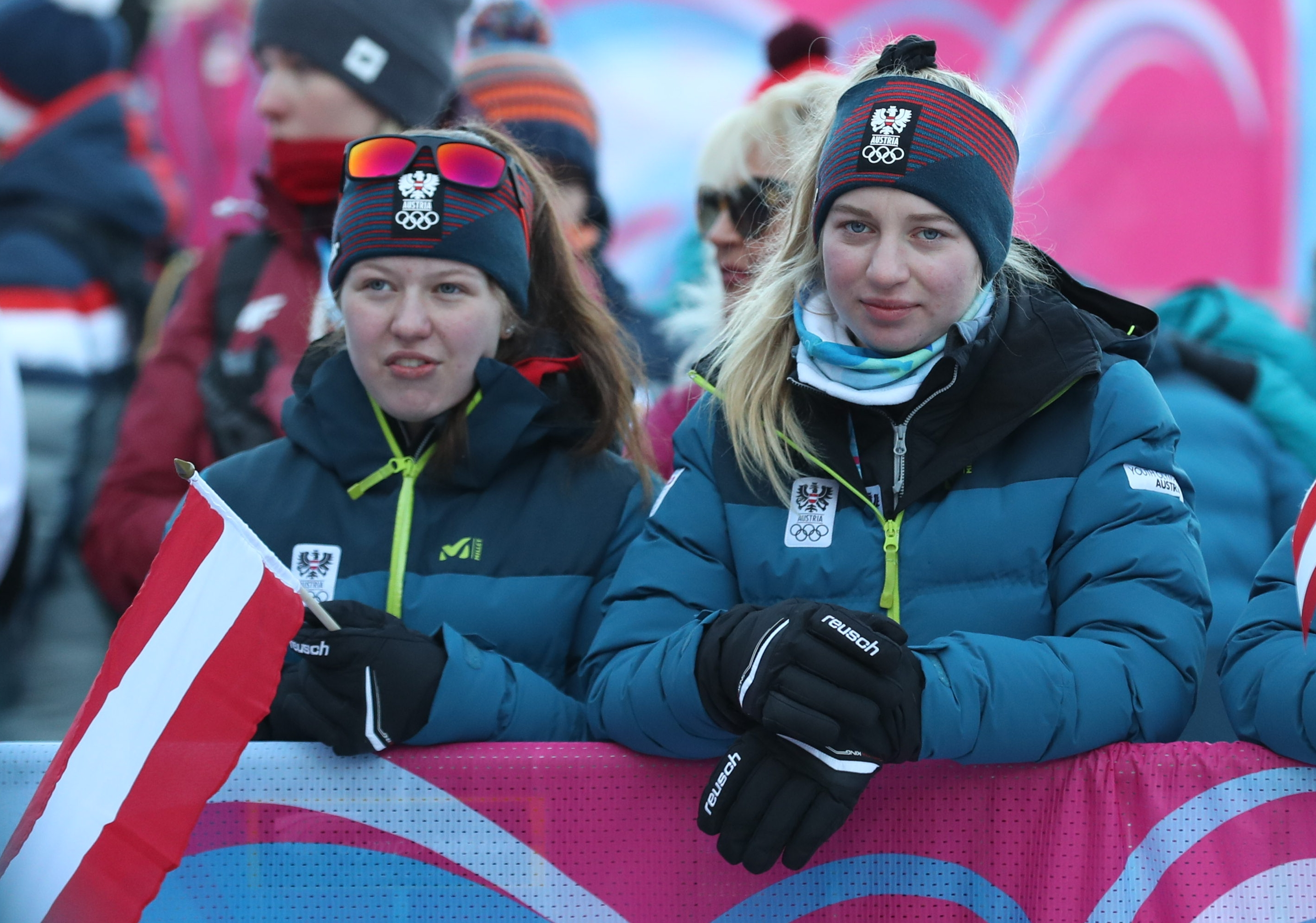
Allmaier (rechts) mit ihrer Teamkameradin Madlen Loß als Zuschauerinnen bei den Olympischen Jugendspielen 2020

| Jahr | Olympische Spiele | Weltmeisterschaften | Europameisterschaften | U-23-Weltmeisterschaften | U-23-Europameisterschaften | Junioren-Weltmeisterschaften | Junioren-Europameisterschaften |
| ---- | ----------------- | ------------------- | --------------------- | ------------------------ | -------------------------- | ---------------------------- | ------------------------------ |
| 2018 | /                 | 0/                  | /                     | 0/                       | /                          | /                            | 0–                             |
| 2019 | 0/                | /                   | /                     | /                        | /                          | /                            | 0–                             |
| 2020 | 08. (Jugend)      | /                   | /                     | /                        | /                          | /                            | 13.                            |
| 2021 | 0/                | /                   | /                     | /                        | /                          | 0/                           | 0/                             |
| 2022 | /                 | /                   | /                     | /                        | /                          | /                            | 10.                            |
| 2023 | /                 | /                   | /                     | /                        | /                          | 02.                          | 04.                            |
| 2024 | /                 | 18.                 | 15.                   | 08.                      | 05.                        | 06.                          | 04.                            |

### Platzierungen in Gesamtwertungen
| Saison  | Weltcup | WC-Punkte | Sprintweltcup | Nationencup | NC-Punkte | Juniorinnen-Weltcup | JWC-Punkte | Jugend-A-Weltcup | JAWC-Punkte |
| ------- | ------- | --------- | ------------- | ----------- | --------- | ------------------- | ---------- | ---------------- | ----------- |
| 2017/18 | 0–      | 0–        | 0–            | 0–          | 0–        | 35.                 | 025        | 33.              | 046         |
| 2018/19 | 0–      | 0–        | 0–            | 0–          | 0–        | 0–                  | 0–         | 44.              | 025         |
| 2019/20 | 0–      | 0–        | 0–            | 0–          | 0–        | 19.                 | 096        | 19.              | 134         |
| 2020/21 | 47.     | 24        | 0–            | 42.         | 49        | 0–                  | 0–         | 0–               | 0–          |
| 2021/22 | —       | —         | —             | —           | —         | 07.                 | 266.       | —                | —           |
| 2022/23 | 38.     | —         | —             | —           | —         | 04.                 | 389.       | —                | —           |
| 2023/24 | 25.     | —         | —             | 04.         | —         | —                   | —          | —                | —           |
| 2024/25 |         |           |               |             |           |                     |            |                  |             |

## Einzelbelege
1. ↑  Barbara Allmaier — News. Abgerufen am 4. Dezember 2020 (amerikanisches Englisch).
2. ↑  Rodlerinnen von Olympia-Bahn begeistert. 18. Januar 2020, abgerufen am 4. Dezember 2020.
3. ↑  svrinn: Team Österreich holt Silber bei der Junioren Europameisterschaft. In: Kunstbahnrodeln . Sportverein Rinn in Tirol. 31. Januar 2020, abgerufen am 4. Dezember 2020 (deutsch).
4. ↑  Rodel-Asse starten Training in Altenberg • sportszene.tirol. In: sportszene.tirol. 2. Dezember 2020, abgerufen am 4. Dezember 2020 (deutsch).
5. ↑  Österreichische Nachwuchsmeister gekürt. Abgerufen am 4. Dezember 2020.

| Personendaten    | Personendaten                |
| ---------------- | ---------------------------- |
| NAME             | Allmaier, Barbara            |
| KURZBESCHREIBUNG | österreichische Rennrodlerin |
| GEBURTSDATUM     | 4. Dezember 2003             |
| GEBURTSORT       | Hall in Tirol                |